# Pádraig Faulkner
Pádraig Faulkner (ur. 12 marca 1918 w Dundalku, zm. 1 czerwca 2012 w Droghedzie) – irlandzki polityk i nauczyciel. Ceann Comhairle w latach 1980–1981, parlamentarzysta i minister w różnych resortach.

## Życiorys
Kształcił się w St Patrick's College w Dublinie, uzyskując uprawnienia nauczyciela. Pracował w tym zawodzie, był dyrektorem jednej z placówek oświatowych. Należał do branżowego związku zawodowego Irish National Teachers’ Organisation oraz do Gaelic Athletic Association.
Zaangażował się w działalność polityczną w ramach Fianna Fáil. W 1957 po raz pierwszy uzyskał mandat posła do Dáil Éireann. W niższej izbie irlandzkiego parlamentu zasiadał nieprzerwanie przez dziewięć kadencji do 1987, gdy nie ubiegał się o ponowny wybór. Od kwietnia 1965 do marca 1968 był parlamentarnym sekretarzem przy ministrze do spraw Gaeltachtu. Wchodził w skład rządów, którymi kierowali Jack Lynch i Charles Haughey. Pełnił w nich funkcje ministra do spraw ziemi i Gaeltachtu (od kwietnia 1965 do marca 1968), ministra edukacji (od lipca 1969 do marca 1973), ministra do spraw poczty i telegrafów (od lipca 1977 do grudnia 1979), ministra transportu i energetyki (lipca do września 1977), ministra turystyki i transportu (od września 1977 do grudnia 1979) oraz ministra obrony (od grudnia 1979 do października 1980). Od października 1980 do czerwca 1981 sprawował urząd przewodniczącego Dáil Éireann.
Działał w lokalnym towarzystwie historyczno-archeologicznym. Po wycofaniu się z bieżącej polityki publikował artykuły poświęcone m.in. historii edukacji, wydał także własne wspomnienia.